# 水野忠直
水野 忠直（みずの ただなお）は、江戸時代前期から中期の大名。信濃松本藩の第3代藩主。沼津藩水野家3代。
2代藩主水野忠職の次男。

## 生涯
万治2年（1659年）8歳で徳川家綱に謁見を許される。寛文6年（1666年）従五位下中務少輔となった後、寛文8年（1668年）忠職の死去により家督を継ぎ、以後45年にわたり藩主を務める。
貞享3年（1686年）、年貢1俵あたりの容量を3斗から3斗5升に引き上げる決定を行い、隣の諏訪藩・高遠藩との差が大きく生じることになり（これらの藩では2斗5升であった）、これに反発した領内安曇郡中萱村の多田加助を主導者とする百姓一揆貞享騒動が起きる。結果的に、一揆を主導した者とその家族の合わせて28名を磔および獄門により極刑に処する。獄門により処刑された人の中に加助の参謀格であった小穴善兵衛（磔刑に処さる）の娘おしゅんという16歳の少女が含まれているが、女性を処刑するのは異例。善兵衛の妻が宿していた男子まで獄門に処するようにするなど（結局病死のため獄門には処せられていない）、徹底した処罰を行った。加助は「きっと怨みを晴らしてみせる」絶叫し絶命しその際に加助が松本城を睨んだ瞬間に天守閣が大きく傾いたという伝説が伝わる。翌4年（1687年）には領内に鉄砲改めを実施している。
松平光長の改易に際して越後国高田城の守備を務め、鳥居忠則の改易時には高遠城の収公にあたった。また宝永2年（1705年）には江戸近辺の河川工事に助力した功績をもって幕府より褒賞を与えられた。
松本において62歳で死去。長男忠周が家督を相続し、4代藩主となる。後の1725年6代目水野忠恒は江戸城内で刀傷事件を起こし水野家は改易（加助の祟りとされる）。改易後四男忠照が信濃国佐久郡2,000石を領する旗本に列し、九男忠穀が佐久郡7,000石の旗本として7代当主となる。8代忠友は1768年三河大浜に城地を与えられ再び大名に復活、その後駿河沼津藩主に移り田沼意次の重商主義政策を支え老中になり意次以上に賄賂政治を行なった人物として有名も意次失脚と同時に失脚した。9代（2代沼津藩主）忠成も老中に就任し田沼時代をはるかに上回る空前の賄賂政治を横行させた。

## 系譜
父母
- 水野忠職（父）
- 中川久盛の娘（母）

正室
- 鍋島光茂の娘

側室
- 後智涼院 ー 櫟原氏

子女
- 水野忠周（長男）生母は正室
- 水野忠富（次男）[1]
- 水野忠房（三男）[2]
- 水野忠照（四男）
- 内藤種春（五男）[3]
- 水野忠英（六男）
- 鍋島直弼（七男）[4]
- 水野元陳（八男）[5]
- 水野忠穀（九男）生母は後智涼院（側室）
- 鍋島副忠（十男）
- 石川勝之正室
- 小笠原信辰正室
- 板倉重泰正室
- 小笠原長暉室